# Zerolandia
(dal brano "Triangolo")
Zerolandia è il quinto album in studio del cantautore italiano Renato Zero, pubblicato nel 1978 al quale fece seguito un tour denominato appunto Zerolandia.

## Descrizione
All'uscita del disco, Renato Zero è noto a livello nazionale, qui al suo culmine con i brani Triangolo, Chi sei, Sesso o esse  e  Sbattiamoci. L'album contiene inoltre La favola mia, che doveva essere pubblicata fin dal precedente disco, rimasta fuori dalla scaletta solo per ragioni di spazio del 33 giri, uno dei brani più apprezzati dell'artista romano; l'ironica Io uguale io; Fermati e Sogni di latta; Una guerra senza eroi, eseguita a mo' di marcia militare; Amaro Madely, canzone stile anni '30 che riprende i temi di "Ti bevo liscia" (qui il protagonista si invaghisce di una testimonial di un amaro), la quale comincia con una sorta di "effetto radio". Chiude l'album la canzone Uomo no, la cui introduzione non è altro che una rivisitazione al sintetizzatore della sigla di apertura dei programmi della Rai.
Il brano Triangolo venne tradotto in lingua spagnola con il titolo Triangùlo, e tale versione fu pubblicata in Spagna e (solo come disco promozionale) in America Latina nel 1979. Era il lato B del 45 giri La carroza (versione in spagnolo de Il carrozzone). Della canzone esiste anche una versione in lingua inglese, dal titolo Sexy Party, che non fu mai pubblicata e di cui rimane un provino.
Gli autori de La favola mia risultano essere Evangelisti-Renatozero-Pintucci sulla prima stampa del vinile e Evangelisti-Conrado-Verecchia-Montanari sulle stampe successive. Piero Montanari, nel suo blog, ricorda di aver scritto il brano insieme a Renato Zero.
Tuttavia nell'archivio della SIAE la canzone risulta depositata da Conrado e Montanari per la musica e da Evangelisti per il testo.
Nella prima stampa del disco, alla fine del secondo lato, qualche attimo dopo le ultime note di Uomo, no, si udiva la voce di Renato sussurrare: "Ciao Nì".
L'8 febbraio 2019, l'album è stato inserito nella collana Mille e uno Zero, edita con TV Sorrisi e Canzoni, in versione rimasterizzata.

## Orchestra
Orchestra composta dai turnisti della RCA Italiana, diretta da Ruggero Cini.

## Tracce
1. La favola mia – 4:20 (Franca Evangelisti-Roberto Conrado-Albert Verrecchia-Piero Montanari (2ª versione) - Evangelisti-Renatozero-Piero Pintucci (1ª versione))
2. Io uguale io – 3:59 (Evangelisti/Renatozero)
3. Chi sei – 3:53 (Renatozero-Evangelisti/Conrado-Renatozero)
4. Triangolo – 4:37 (Renatozero/Caviri-Renatozero)
5. Sogni di latta – 4:31 (Evangelisti/Renatozero-Pintucci)
6. Sesso o esse – 4:22 (Renatozero-Evangelisti/Zarrillo-Renatozero)
7. Fermati – 2:58 (Renatozero/Conrado-Renatozero)
8. Amaro Madely – 2:47 (Renatozero/Cini-Renatozero)
9. Sbattiamoci – 3:42 (Renatozero/Conrado-Renatozero)
10. Una guerra senza eroi – 2:56 (Renatozero/Cini-Renatozero)
11. Uomo, no – 4:40 (Evangelisti/Cini-Renatozero)

## Formazione
- Renato Zero – voce, cori, battito di mani e battito di piedi
- Luciano Ciccaglioni – chitarra, cori, mandolino, battito di mani e banjo
- Alessandro Centofanti – tastiera, cori, battito di mani e aggeggi
- Mario Scotti – basso
- Massimo Buzzi – batteria e percussioni, battito di piedi e battito di mani
- Ruggero Cini – pianoforte, tastiera, cori, fisarmonica e battito di piedi
- Piero Pintucci – tastiera, cori e battito di mani
- Alessandra Bellatreccia – arpa
- Gianni Oddi – sax
- Rodolfo Bianchi – sax, cori, aggeggi, battito di mani
- Mauro Lusini, Dario Farina – cori

## Canzoni

### Io uguale io
(Renato Zero, Io Uguale Io)
Io uguale io è la seconda traccia dell'album, ed è nota anche come Identikit. Il brano è stato eseguito come canzone d'apertura di quattro tour: Identikit Zero, Caravan Zero, MpZero e Sei Zero, in quasi tutte le date. È una specie di auto - psicanalisi ed anche un modo per non perdere di mente il proprio passato, sia bello che brutto, e riuscire a smascherare la realtà e continuare a vivere felicemente. Il significato della canzone, se approfondito, altro non è che un identikit che ci aiuta a riflettere..

## Classifiche

### Classifiche settimanali
| Classifica (1978) | Posizione massima |
| ----------------- | ----------------- |
| Italia            | 3                 |
| Classifica (2013) | Posizione massima |
| Italia            | 78                |

### Classifiche di fine anno
| Classifica (1978) | Posizione |
| ----------------- | --------- |
| Italia            | 7         |